# 莫里斯普萊恩斯 (新澤西州)
莫里斯普萊恩斯（英語：Morris Plains）是位於美國新澤西州摩里斯縣的自治市鎮。

## 人口
根據2020年美國人口普查的數據，莫里斯普萊恩斯的面積為6.71平方千米，當中陸地面積為6.61平方千米，而水域面積為0.09平方千米。當地共有人口6153人，而人口密度為每平方千米917人。